# 所沢肛門病院
所沢肛門病院(ところざわこうもんびょういん、埼玉県所沢市小手指町1-3-3)は44床
をもつ肛門科の病院。外科、肛門外科、肛門内科、消化器外科、消化器内科、内視鏡外科等の診療科を持つ。

## 概要
1981年11月設立。肛門・大腸疾患（痔の治療や大腸内視鏡検査・治療）の分野での診察を行う大腸肛門科専門病院 。痔核などの肛門疾患治療や、大腸内視鏡をメインにした大腸癌診断、ポリープ切除などの内視鏡治療を専門に行う。2010年9月から電子カルテの運用を開始する。2008年度の日本大腸肛門病学会賞を受賞する。また、内痔核治療法研究会所属。

## 診療科等
- 胃腸科
- 消化器科
- 肛門科
- 外科
- 肛門内科
- 肛門外科

## 交通
- 西武池袋線小手指駅北口出口徒歩3分